# سلاووو (استان خاسکوو)
سلاووو (به بلغاری: Slaveevo) یک منطقهٔ مسکونی در بلغارستان است که در ایوالوفگراد واقع شده‌است.